# Sparassocynidae
Sparassocynidae је измрла породица торбара, која је постојала од касног миоцена до плеистоцена, а насељавала је Јужну Америку.
Позната су два рода ове породице: